# Jennifer Warner
Jennifer Daniela Warner Pearcy (née le 29 mars 1972 à Santiago du Chili), est une journaliste, animatrice de radio et présentatrice de télévision chilienne, connue pour avoir été la présentatrice de l'une des premières émissions de télévision chilienne consacrées aux célébrités, SQP, diffusée sur Chilevisión.

## Biographie
Jennifer Warner a étudié le journalisme à l'université Diego-Portales (UDP). En 1995, elle rejoint la chaîne de télévision privée Megavisión, où elle présente Segacción; elle a été reporter pour le programme jeunesse Interferencia, tu hora total, présenté par Giovanni Canale et Laura Silva. Elle a travaillé ensuite pour Televisión Nacional de Chile (TVN), et participé à la matinale Buenos días a todos.

## Télévision

### Émissions de télévision
- 1995 : Segacción (Megavisión) : animatrice
- 1995 : Interferencia, tu hora total (Megavisión) : journaliste
- 1998-2000,  2009 : Buenos días a todos (TVN) : Panéliste
- 2000 : Sillón rojo (TVN) : Animatrice
- 2001-2006 : SQP (Chilevisión) : animatrice
- 2007-2008 : Cuestión de peso (Canal 13) : animatrice
- 2008 : Juntos, el show de la mañana (Canal 13) : Coanimatrice (En février 2008, avec Luis Jara)
- 2012-2013 : Mañaneros (La Red) : panéliste
- 2012-2013 : Los Profesionales (La Red) : animatrice
- 2012 : Los Parisi (La Red) : animatrice
- 2012 : SLB - Síganme Los Buenos (Vive! Deportes & CNN Chile) : invitée spéciale
- Depuis 2013 : Intrusos (La Red) : animatrice

## Radio

### Émissions de radio
- 2008 : La quinta pata del gato (Radio Cariño) : animatrice